# Azoproïte
L'azoproïte est un minéral rare constitué d'un borate de magnésium, de fer et de titane. Elle se présente sous la forme de cristaux prismatiques de 1 à 20 mm de long et de 0,1 à 5 mm de large. 
Décrite et validée par l'IMA en 1970, elle a été nommée d'après un acronyme de l'organisme russe des études des zones profondes de la croûte terrestre – AZOPRO en russe – (parrainée en 1969 par l'Association géologique internationale).
Découverte dans un skarn magnésien de l'auréole de contact du massif alcalin de Tazheran à l'ouest du lac Baïkal, de Sibérie orientale, en Russie où elle est associée à la baddeleyite, la calcite, la clinohumite, la geikiélite, la ludwigite, la pérovskite et la tazhéranite. La localité type se trouve dans un gisement estimé à 350 000 tonnes de sesquioxyde de bore (B2O3).
Membre du groupe de la ludwigite, l'azoproïte optiquement et radiostructurellement ressemble beaucoup à celle-ci. Elle est paramagnétique.
La base de données minéralogique Mindat.org dénombre 5 gisements dans le monde, 2 en Russie, 1 en Alaska, 1 en Slovaquie et 1 en Espagne.

## Structure
De système cristallin orthorhombique, l'azoproïte a une structure de polyèdres centrés sur les cations et les anions. Elle comprend des octaèdres [MO6]n− partageant des sommets et des arêtes, eux-mêmes formant des chaînes en zigzag le long de l'axe a, créant ainsi une charpente où des triangles [BO3]3− se logent dans des canaux trigonaux déformés. D'un autre côté, on observe des doubles chaînes constituées de tétraèdres [OM4]n+ et de pyramides tétragonales [OM5]n+, formant des anneaux à six chaînons avec les triangles dans leurs cavités. Quatre types de sites cationiques non équivalents sont remplis comme suit : M(1) (2a) et M(2) (2d) par Mg, M(3) (4g) par Mg et Fe2+, et M(4) (4h) par Fe3+, Ti4+, Mg et Al3+.

## Chimie
La molécule de base de l'azoproïte dont la formule chimique est (Mg,Fe2+)2(Fe3+,Ti,Mg)(BO3)O2, a une masse moléculaire de 186,49 gm. L'oxyde de magnésium (MgO) en est son principal composé et occupe 44,74 % de sa masse.
| Composition | Composition |
| ----------- | ----------- |
| Magnésium   | 26,98 %     |
| Titane      | 9,24 %      |
| Fer         | 14,97 %     |
| Bore        | 5,91 %      |
| Oxygène     | 42,90 %     |

## Gîte et formation
L'azoproïte est un minéral de stade tardif dans la zone frontière des roches métamorphiques de contact magnésiennes associées aux syénites, issu d'altération ou de métamorphisme élevé des formations de carbonate, de phosphate et de fer (mode paragénétique 31).
Elle s'est formé dans les zones périphériques des skarns magnésiens, dans les marbres apopériclases brucitiques et dans les interstices et veines calcitiques, sous forme de cristaux idiomorphes dolichoprismatiques noirs. Le quantité de titane est inhabituellement haute, et le Ti4+ et le Mg2+ remplacent le Fe3+ par rapport à la ludwigite dont elle est l'isomorphe. 